# IC 1811
IC 1811 — галактика типу SBab () у сузір'ї Піч.
Цей об'єкт міститься в оригінальній редакції індексного каталогу.